# 량페이
량페이(梁沛, Liang Pei}}, 1998년 4월 14일~)은 중화인민공화국의 야구 선수이다. 

## 경력
일본에서 고등학교를 나왔으며, 2023년 월드 베이스볼 클래식에서 일본의 토고 쇼세이를 상대로 홈런을 기록하였다.
항저우 아시안 게임 일본과 A조 경기에서 결승 적시타를 때려내 중국이 처음으로 일본을 이기는데 공헌하였다.